# Ribamar Bandeira
Ribamar Juvino Bandeira OMM (Paulista, ) é um capitão da reserva do Exército Brasileiro e ex-desportista militar, tetracampeão mundial de pentatlo militar.

## Biografia
Representou o Brasil nos Campeonatos Mundiais de Pentatlo Militar nas edições 40.ª (Bremgarten, 1992), 41.ª (Skive, 1993), 44.ª (Wiener Neustadt, 1996), 45.ª (Kristinehamn, 1997), 46.ª (Pequim, 1998), 48.ª (Holstebro, 2000), 52.ª (Santiago, 2004), 55.ª (Ancara, 2008) e 56.ª (Munique, 2009). Também representou o Brasil nos Campeonatos Sulamericanos de Pentatlo Militar nas edições 17.ª (Caracas, 2000) e 22.ª (Quito, 2009). Além disso, participou dos Jogos Mundiais Militares nas edições de 1995 (Roma) e 1999 (Zagreb) e dos Jogos Mundiais de 1997 em Lahti.
Admitido à Ordem do Mérito Militar em 1999 no grau de Cavaleiro ordinário em condição excepcional, foi promovido a Oficial em 2002, sendo um dos raros primeiro-sargentos promovidos a esse grau.
Em 2011, conduziu a bandeira nacional nos Jogos Mundiais Militares do Rio de Janeiro. À época, estava responsável pelo Tiro-de-Guerra 07/014 da cidade de Caruaru, no estado de Pernambuco.
Em 2015, compôs o contingente brasileiro na Missão das Nações Unidas para a estabilização no Haiti (MINUSTAH).
Como atleta aposentou-se aos 44 anos. Atualmente é o subcomandante da companhia de comando da 7ª Região Militar em Matias de Albuquerque.[carece de fontes?]